# Caroline Diament
Pour les articles homonymes, voir Diament.
Caroline Diament, née le 20 juin 1963 à Boulogne-Billancourt est une chroniqueuse et animatrice de radio et de télévision française. Elle est notamment connue pour être, depuis 2014, l'une des sociétaires de l'émission Les Grosses Têtes sur RTL.

## Biographie

### Famille et études
Caroline Diament naît le 20 juin 1963 à Boulogne-Billancourt en Seine-et-Oise (actuellement les Hauts-de-Seine), dans une famille d'origine juive polonaise. Elle obtient un baccalauréat littéraire.

### Carrière
Caroline Diament fait d'abord carrière dans le milieu de l'industrie musicale. Elle travaille pendant une dizaine d'années au sein du label musical Virgin Records où elle commence au bas de l'échelle, puis devient chef de produit. En 1996, elle change de maison de disques et rejoint Sony. Elle gravit les échelons jusqu'à devenir directrice générale adjointe du label Epic Records, filiale de Sony. Après quelques années, elle prend la décision de quitter le monde de la musique pour celui de la télévision,.
En 2001, elle joue dans quelques épisodes de la série Un gars, une fille sans apparaître à l'écran (en voix off).
Début 2003, son amie Liane Foly la présente à l’animateur de télévision Laurent Ruquier lors d'un dîner dans un restaurant : « Tu verras, Caroline est drôle, elle est vive, intelligente ; essaie-la comme chroniqueuse ; tu ne seras pas déçu ! ». À la suite de cette rencontre, elle devient chroniqueuse dans l'émission de radio On va s'gêner sur Europe 1, à partir du le 20 février 2003,. Elle reste chroniqueuse de On va s'gêner jusqu'à l'arrêt de l'émission, le 2 juin 2014.
En 2014, elle suit Laurent Ruquier sur RTL, l'animateur quittant Europe 1 pour remplacer Philippe Bouvard à la présentation de l'émission Grosses Têtes à la rentrée 2014.
À la télévision, elle rejoint sur France 2 en août 2003 l'équipe de On a tout essayé, puis de On n'a pas tout dit en septembre 2007, deux émissions également animées par Laurent Ruquier. Sur une proposition de Claire Dabrowski, la directrice des magazines de France 2, elle présente durant l'été 2004 le magazine Les Hyènes,.
Elle participe régulièrement au jeu télévisé Mot de passe (2009-2016), présenté par Patrick Sabatier sur France 2. 
Du 21 janvier 2014 au 15 mars 2014, elle est chroniqueuse dans L'Émission pour tous, animée par Laurent Ruquier sur France 2.
Le 4 avril 2014, elle coanime avec Christophe Dechavanne, Sortez couverts!, une émission spéciale libre antenne de 4 heures, en direct sur Europe 1, à l'occasion du Sidaction.
En septembre 2017, elle rejoint la nouvelle émission de Daphné Bürki, Je t'aime, etc., diffusée jusqu'en décembre 2020 sur France 2, en tant que chroniqueuse.

### Poker
Passionnée de poker, Caroline Diament participe à des événements liés à ce jeu.
En 2007, elle signe la préface du livre Poker : toutes les clés pour gagner, un ouvrage de Raquel Azran.
En 2008, elle commente sur la chaîne RTL9 le World Series of Poker aux côtés de Bruno Fitoussi.
En 2009, elle participe au « Tournoi Challenge Média » ou encore au « France Poker Tour ».
Entre 2010 et 2011, elle participe à des tournois de poker. Elle gagne le tournoi « € 200 No Limit Hold'em - Ladies Event » en remportant 4 434 dollars. Elle finit à la 49e place du « € 550 Deepstack Open - No Limit Hold'em » et repart avec 1 362 dollars.
En 2017, elle est l'invitée de l'émission RMC Poker Show sur la radio RMC Sport.

### Vie privée
En 1992, Caroline Diament épouse Philippe Edouard Elbaz.
Elle sait jouer du piano et en a parfois fait la démonstration dans l'émission On va s'gêner sur Europe 1.
Au cours d'une émission des Grosses Têtes de Laurent Ruquier sur RTL, elle annonce posséder un QI de 128, ce qui devient par la suite un sujet de plaisanterie récurrent de la part de Laurent Ruquier dans l'émission,.

## Parcours audiovisuel

### Télévision
- 2001 : Un gars, une fille, série sur France 2 : apparitions en voix-off[3]
- 2003-2007 : On a tout essayé, émission sur France 2 : chroniqueuse[2]
- 2004 : Les Hyènes sur France 2 : animatrice[2]
- 2008 : On n'a pas tout dit sur France 2 : chroniqueuse[2]
- 2008 : World Series of Poker 2008 sur RTL9 : commentatrice[13]
- 2009-2011 : On a tout révisé sur France 2 : chroniqueuse[24]
- 2012-2013 : Mot de passe, présenté par Patrick Sabatier sur France 2 : participante au jeu[7]
- 2017-2020 : Je t'aime, etc. sur France 2 : chroniqueuse

### Radio
- 2003-2014 : On va s'gêner, émission quotidienne sur Europe 1 : chroniqueuse[2],[5]
- 4 avril 2014 : Sortez couverts!, émission spéciale sur Europe 1 : co-animatrice avec Christophe Dechavanne[9]
- depuis la rentrée 2014 : Les Grosses Têtes, émission quotidienne sur RTL : sociétaire[6]
- pendant les étés 2016 et 2017 : Le Grand Quiz de l'été, émission quotidienne sur RTL : co-animatrice avec Bruno Guillon[25].